# تشقاسبز (مقاطعة تشرداول)
تشقاسبز (بالفارسية: چقاسبز) هي قرية تقع في قسم بيجنوند الريفي (مقاطعة تشرداول) في إيران. يقدر عدد سكانها بـ 112 نسمة بحسب إحصاء 2016.